# Kleinod
Kleinod ist ein altes deutsches Wort für ein Schmuckstück. Heute wird es überwiegend im übertragenen Sinne für eine (nicht nur gegenständliche) Kostbarkeit benutzt.

## Begriffsgeschichte
Die mittelalterlichen und frühneuzeitlichen Bedeutungsvarianten sind im Grimmschen Wörterbuch in aller Ausführlichkeit zusammengetragen worden. Aus dieser Vielfalt sind hier nur die häufigsten der früheren Bedeutungen genannt: Zu ihnen gehört das Schmuckstück, vor allem, wenn es als Einzelstück zeichenhaften Charakter hatte. Aber auch ein Insigne, ein Reliquiar, sogar ein Trinkgefäß oder Geschirr, sowie eine besondere Münze konnte so bezeichnet werden, vorausgesetzt, es bestand aus wertvollem Material (Edelmetall, Juwelen) und war von geringer Komplexität und Größe.

## Ableitungen
- ein Helmkleinod, die Verzierung eines Ritterhelmes in der Heraldik[1]
- ein Halskleinod, um den Helmhals gelegtes Schmuckstück in der Heraldik
- eine Auszeichnung oder ein Ordenszeichen, siehe Ordensdekoration
- ein Schießkleinod, siehe Reichsgulden zu 21 Groschen (1584)

## Sonstiges
Kleinod ist als Lehnwort klenot (Juwel) in die tschechische Sprache sowie als klejnot in die polnische Sprache eingegangen.